# Drepanosticta sbong
Drepanosticta sbong – gatunek ważki z rodziny Platystictidae.